# Лесная Поляна (Ставропольский край)
Лесна́я Поля́на — посёлок в Александровском районе (муниципальном округе) Ставропольского края России.

## География
Расстояние до краевого центра: 80 км. Расстояние до районного центра: 9 км.

## История
По сведениям 1953 года посёлок числился в составе Александровского сельсовета с центром в селе Александровское.
В 1972 году указом Президиума Верховного Совета РСФСР посёлок Александровского лесничества был переименован в посёлок Лесная Поляна.
До 16 марта 2020 года входил в состав муниципального образования сельское поселение Александровский сельсовет.

## Население
| 1989 | 2002 | 2010 | 2014 | 2021 | 2023 |
| ---- | ---- | ---- | ---- | ---- | ---- |
| 178  | ↘154 | ↘116 | ↘100 | ↘94  | ↗106 |

По данным переписи 2002 года в национальной структуре населения посёлка преобладают русские (73 %).